# Germanophilie
Germanophilie (von lateinisch Germani „Germanen“ und altgriechisch φιλία philia „Freundschaft“), im negativen Sinne auch als Deutschtümelei bezeichnet, beschreibt eine allgemeine Affinität zur deutschen Kultur, Geschichte oder zum deutschen Volk und steht somit im Gegensatz zur Germanophobie. Die Gleichsetzung von „Germanen“ und „Deutschen“ erfolgte erstmals im 16. Jahrhundert durch den Historiker Johannes Turmayr, bekannt als Aventinus. Im Deutschen existiert der Begriff jedoch hauptsächlich als wörtliche Übersetzung des im Englischen häufiger verwendeten Begriffs germanophilia und wird für unterschiedliche kulturgeschichtliche, soziale und literarische Phänomene verwendet.
Im Unterschied zum pejorativ verwendeten Begriff „Germanomanie“ war „Germanophilie“ im 19. Jahrhundert wenig gebräuchlich und wurde in Wörterbüchern und Enzyklopädien wie dem Grimmschen Wörterbuch, dem Brockhaus oder Pierers Universallexikon nicht definiert. Dagegen wurde der Begriff „Deutschthum“ im Deutschen Wörterbuch von 1860 folgendermaßen erklärt: „Deutschthum n. [nomen] für deutschheit ist erst in der letzten zeit aufgekommen, doch wird es meist ironisch gebraucht: man will damit übertriebene anhänglichkeit an deutsches wesen bezeichnen, so auch Deutschthümelei, f. Deutschthümler, Deutschthümlich und Deutschthümlichkeit.“
Literarische germanophile Bestrebungen wurden insbesondere durch die Literatur des Sturm und Drang geprägt. So gründeten zum Beispiel um 1800 junge russische Literaten in Moskau die „literarische Freundesgesellschaft“, zu der es heißt: „Empfindsamkeit und Sturm und Drang, emotionalistische Ästhetik und das Pathos der Leidenschaft in den Werken Goethes und Schillers waren die Leitsterne dieser Gruppe. (…) Im Gefühl der Kongenialität oder doch wenigstens der Seelenverwandtschaft wurden Übersetzungen der Werke Goethes, Schillers, Kotzebues und andere als geistige Freundschaftsdienste angefertigt.“
Ebenso gab es im deutschen Judentum des 19. Jahrhunderts germanophile Bestrebungen als Prozess der nationalen Identitätsbildung und Assimilation. Nach Dirk Baecker impliziert Germanophilie „ein Wissen um andere Sitten und Verhaltensweisen außerhalb der eigenen Kultur, das durch die Operation des Vergleichs menschlicher Lebensformen produziert ist“.